# Plain City (Utah)
Pour l’article homonyme, voir Plain City (Ohio).
Plain City est une municipalité américaine située dans le comté de Weber en Utah. Lors du recensement de 2010, sa population est de 5 476 habitants.

## Géographie
Plain City fait partie de l'agglomération d'Ogden, dans le nord de l'Utah.
La municipalité s'étend sur 11,96 milles carrés (30,98 km2), dont 0,23 milles carrés (0,6 km2) d'étendues d'eau.

## Histoire
Le site de la ville est repéré à l'automne 1858 par des colons originaires de Lehi et Kay's Creek à la recherche de terres fertiles. City of the Plains est fondée l'année suivante en regroupant les villages de North Weber, Poplar et Skeen. La branche locale de l'Église de Jésus-Christ des saints des derniers jours est organisée en cette même année 1859. Plain City devient une municipalité en 1944.

## Démographie
La population de Plain City est estimée à 6 493 habitants au 1er juillet 2016. Avec 35 % de moins de 18 ans en 2010, sa population est plus jeune que celle de l'Utah (31,5 %) et des Etats-Unis (24 %).
| Groupe                           | Plain City | Utah | États-Unis |
| -------------------------------- | ---------- | ---- | ---------- |
| Blancs                           | 98,3       | 91,1 | 76,9       |
| Asiatiques                       | 0,1        | 2,5  | 5,7        |
| Métis                            | 1,6        | 2,5  | 2,6        |
|                                  |            |      |            |
| Hispaniques et Latino-Américains | 0,8        | 13,8 | 17,8       |

Le revenu par habitant était en moyenne de 25 410 dollars par an entre 2012 et 2016, en-dessous de la moyenne de l'Utah (25 600 dollars) et de la moyenne nationale (29 829 dollars), malgré un revenu médian par foyer supérieur (79 911 dollars à Plain City contre 62 518 dollars en Utah et 55 322 dollars aux États-Unis). Sur cette même période, seuls 1,1 % des habitants de Plain City vivaient sous le seuil de pauvreté (contre 10,2 % dans l'État et 12,7 % à l'échelle du pays).

## Économie
Quatre importantes entreprises de transports ont été fondées par des résidents de Plain City : C.R. England, Swift Transportation, Knight Transportation et Pride Transport.